# Oscar za nejlepší zvuk
Cena Akademie za nejlepší zvuk je cena udělovaná každoročně americkou Akademií filmového umění a věd, která oceňuje nejlepší nebo libozvučnější mix zvuku, nahrávání, zvukový design a zvukovou editaci ve filmu. Ocenění bylo až do roku 1969 udělováno zvukovým oddělením filmových studií, od té doby bylo určeno, že Oscar má být udělován konkrétním osobám. Prvními takto oceněnými techniky byli Murray Spivack a Jack Solomon za zvuk k filmu Hello, Dolly!.  Obvykle se uděluje produkčním zvukařům, přenahrávacím zvukařům a dohlížejícím zvukovým editorům vítězného filmu. Před 93. udílením cen Akademie byly kategorie Nejlepší mix zvuku a Nejlepší střih zvuku samostatnými kategoriemi. 
Pro druhý a třetí ročník této kategorie (tj. 4. ceny Akademie a 5. ceny Akademie ) byly oceněny celé filmové společnosti. V obou případech se jednalo o Paramount Publix Studio Sound Department.